# Liquido interstiziale
In istologia, per liquido interstiziale si intende la soluzione acquosa presente fra le cellule di un tessuto. La principale funzione è quella di mediare gli scambi fra le componenti cellulari dei vasi sanguigni e le cellule di un determinato tessuto. Costituisce, insieme al plasma (la componente liquida del sangue), il liquido extracellulare (LEC).

## Distinzione tra liquido interstiziale e matrice extracellulare
I termini liquido interstiziale e matrice extracellulare non devono essere confusi, in quanto hanno funzioni e composizioni differenti.
La matrice extracellulare è tutto il materiale che è presente fra una cellula e l'altra; ha quindi funzioni di collegamento, ancoraggio delle cellule (attraverso interazioni con il citoscheletro). È composta principalmente da glicoproteine e proteoglicani, e può costituire anche la componente principale di un tessuto, come nel caso del connettivo.
Il liquido interstiziale è invece una soluzione acquosa presente fra le cellule strettamente legata alla vicinanza di vasi sanguigni e linfatici.

## Funzioni del liquido interstiziale
Le cellule di un tessuto non sono direttamente a contatto con i capillari sanguigni che lo vascolarizzano in modo più o meno abbondante. Gli scambi tra il sangue e le cellule sono mediati dal liquido interstiziale, permettendo quindi il passaggio di elettroliti, sostanze nutritive e di scarto, nonché ormoni.
Il liquido interstiziale in eccesso viene drenato dal sistema linfatico; una volta entrato nei capillari linfatici esso prende il nome di linfa e portato ai linfonodi per essere depurato da eventuali batteri. Nel passaggio attraverso i linfonodi si arricchisce di linfociti e anticorpi, formando un liquido più denso che verrà infine reimmesso nel circolo sanguigno attraverso la vena cava superiore.
Un eccesso di liquido interstiziale in una zona confinata dell'organismo può dare origine ad edema.